# Acnemia nitidicollis
Acnemia nitidicollis är en tvåvingeart som först beskrevs av Johann Wilhelm Meigen 1818.  Acnemia nitidicollis ingår i släktet Acnemia och familjen svampmyggor. Arten är reproducerande i Sverige. Inga underarter finns listade i Catalogue of Life.